# Šumska krasuljica
Šumska krasuljica (Anthriscus sylvestris), poznata i kao šumska krabuljica, biljka je iz roda Anthriscus, porodice Apiaceae. Od svih europskih pripadnika štitarki, ova biljka cvate najranije. Mladi listovi i korijen biljke su jestivi te korišteni u narodnoj medicini.[nedostaje izvor] Unatoč nazivu, ne raste samo po šumama, već i po livadama, poput onih na Velebitu, rječnim koritima i rubovima šuma.
Šumska krasuljica naliči otrovnim biljkama, divljem peršinu i kukuti, zbog čega ju nije preporučljivo brati bez stručnog znanja.

## Vanjske poveznice
- Šumska krasuljica – plantea.com.hr